# Maska oddechowa

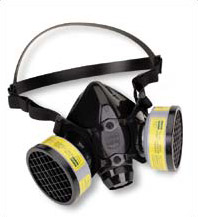
Maska chroniąca przed gazami, parami i pyłem

Maska oddechowa, respirator (ochronny) – maska z filtrem powietrza, służąca do ochrony układu oddechowego przed szkodliwymi gazami, parami lub pyłem.
Jest stosowana między innymi przez górników i pracowników przemysłu ciężkiego, chemicznego oraz przy pracy z farbami, lakierami i rozpuszczalnikami organicznymi, jak również podczas stosowania pestycydów.